# Bonifacije IX.
Bonifacije IX., rođen kao Pietro Tomacelli, bio je papa od 2. studenog 1389. do 1. listopada 1404. godine.